# Yabashi Rokurō
Yabashi Rokurō (japanisch 矢橋 六郎; geboren 16. November 1905 in Ōgaki (Präfektur Gifu); gestorben 4. Juli 1988) war ein japanischer Maler im Yōga-Stil.

## Leben und Wirken
Yabashi Rokurō machte 1930 seinen Abschluss in der Abteilung für Westliche Malerei an der „Tōkyō bijutsu gakkō“ (東京美術学校), einer der Vorläufereinrichtungen der heutigen Universität der Künste Tokio.
Yabashi war zunächst Vormitglied der Künstlergemeinschaft „Kokugakai“ (国画会), beteiligte sich an der Gründung der „Jiyū bijutsu-ka kyōkai“ (自由美術家協会) und beteiligte sich nach dem Zweiten Weltkrieg 1950 an der Gründung der  Künstlergemeinschaft „Modan Āto kyōka“ (モダンアート協会). 1966 wurde Yabashi Vorsitzender der „Gifu-ken kyōiku iinkai“ (岐阜県教育委員会), des Komitees der Präfektur Gifu für Erziehung.
Yabashi gestaltete Wände im Shinkansen-Bahnhof von Nagoya mit dem Mosaikbild „Jitsugetsu to Tōkai no shiki“ (日月と東海の四季) – „Sonne, Mond und die vier Jahreszeiten von Tōkai“ und Wände in der Präfekturverwaltung Gifu mit Mosaiken.